# Probolus sachalinensis
Probolus sachalinensis är en stekelart som beskrevs av Tohru Uchida 1926. Probolus sachalinensis ingår i släktet Probolus och familjen brokparasitsteklar. Inga underarter finns listade i Catalogue of Life.